# شقران الرشيدي
شقران الرشيدي صحفي سعودي من مواليد سنة 1967م، عرف بمقالاته وموضوعاته الجريئة المتعلقة بمكافحة الفساد، واشتهر بإجراء الحوارات الصحفية[بحاجة لمصدر]. وهو نائب رئيس تحرير صحيفة «سبق» الإلكترونية واسعة الانتشار، ومدير تحرير مجلة «التنمية الإدارية» الصادرة عن معهد الإدارة العامة. ويعد من الكفاءات السعودية المؤهلة والمتخصصة، حيث يحمل شهادة جامعية في مجال الصحافة، والإعلام، والعلاقات العامة، ويملك خبرة عملية، اكتسبها في أروقة عددٍ من الصحف والمجلات المحلية، والخليجية كما أنه رشح لجائزة الصحافة العربية في دورتين متتاليتين، وشارك في عضوية العديد من اللجان الإعلامية لمناسبات مختلفة.